# Kuninkaankari (ö i Finland, Egentliga Finland, Nystadsregionen)
Kuninkaankari är en ö i Finland. Den ligger i Bottenhavet och i kommunen Nystad i den ekonomiska regionen  Nystadsregionen i landskapet Egentliga Finland, i den sydvästra delen av landet. Ön ligger omkring 68 kilometer nordväst om Åbo och omkring 210 kilometer väster om Helsingfors.
Öns area är 0,3 hektar och dess största längd är 140 meter i nord-sydlig riktning.